# 上塞布拉斯科格爾山

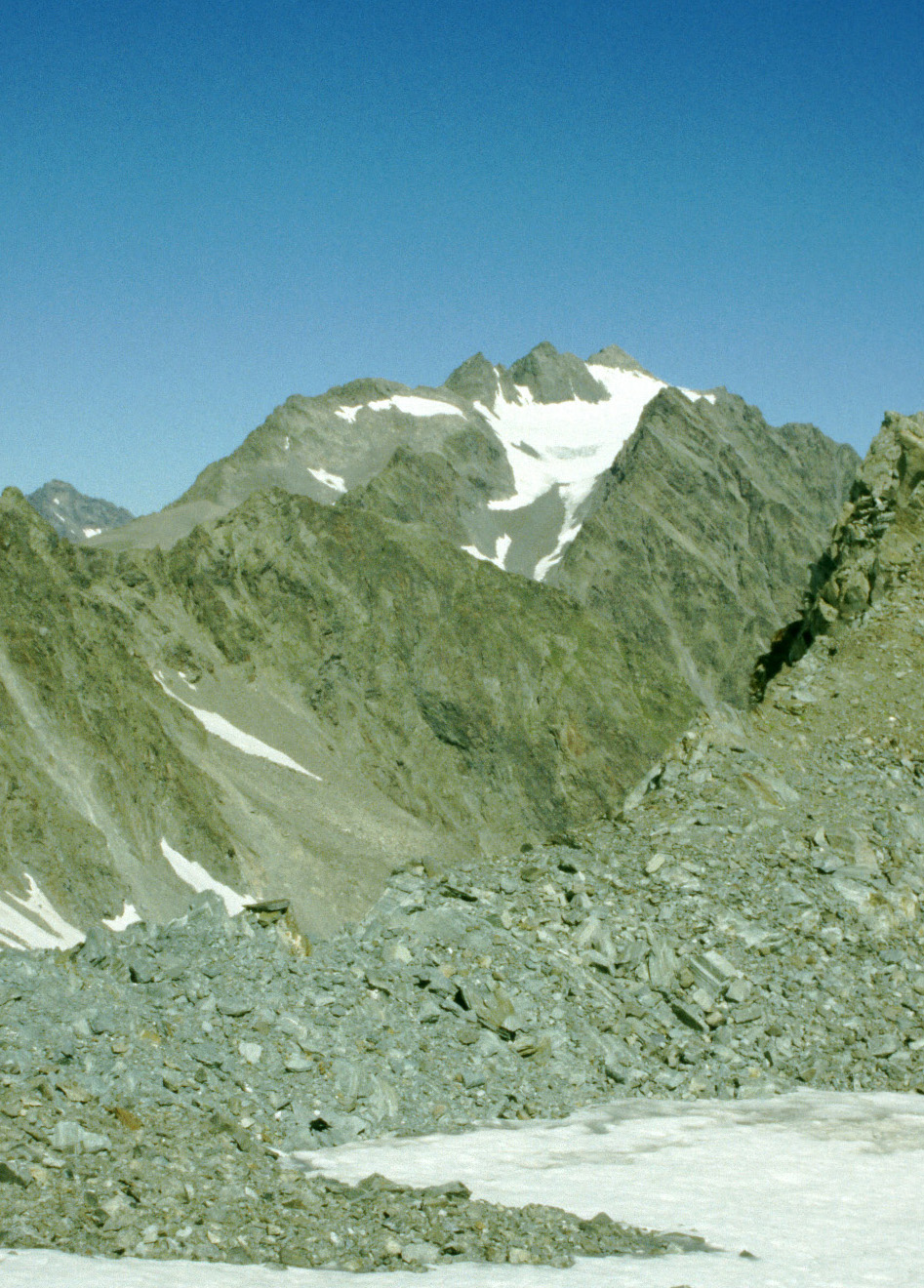

47°05′44″N 11°04′29″E / 47.09556°N 11.07472°E
上塞布拉斯科格爾山（德語：Hoher Seeblaskogel），是奧地利的山峰，位於該國西部，由蒂羅爾州負責管轄，屬於斯圖拜阿爾卑斯山脈的一部分，海拔高度3,235米，人類在1881年8月20日首次登頂。